# Allophylus cristalensis
Allophylus cristalensis är en kinesträdsväxtart som beskrevs av Lippold. Allophylus cristalensis ingår i släktet Allophylus och familjen kinesträdsväxter. Inga underarter finns listade i Catalogue of Life.